# 中潏
中潏（?—?），中国商朝人物。嬴姓。伯益和大廉的后裔。中衍的玄孙。他是戎胥轩与骊山女所生，在西戎，保西垂。中潏是春秋战国时代秦国、赵国的祖先。
儿子蜚廉。
| 前任： 戎胥轩 | 秦国、趙國的祖先 | 繼任： 蜚廉 |